# Городское поселение посёлок Холодный
Городско́е поселе́ние «посёлок Холодный» — упразднённое муниципальное образование в Сусуманском районе Магаданской области Российской Федерации.
Административный центр — пгт Холодный.

## История
Статус и границы городского поселения установлены Законом Магаданской области от 28 декабря 2004 года № 511-ОЗ «О границах и статусе муниципальных образований в Магаданской области».
Законом Магаданской области от 8 апреля 2015 года № 1886-ОЗ, 1 мая 2015 года городские поселения «город Сусуман», «посёлок Холодный», «посёлок Мяунджа» и сельское поселение «посёлок Широкий» преобразованы, путём объединения, в муниципальное образование «Сусуманский городской округ» с административным центром в городе Сусумане.

## Население
| 2009 | 2010  | 2011  | 2012  | 2013 | 2014 | 2015 |
| ---- | ----- | ----- | ----- | ---- | ---- | ---- |
| 1221 | ↘1062 | ↘1055 | ↘1000 | ↘934 | ↘884 | ↘874 |

## Состав городского поселения
| № | Населённый пункт | Тип населённого пункта      | Население |
| - | ---------------- | --------------------------- | --------- |
| 1 | Холодный         | пгт, административный центр | ↘608      |